# Rio Sagan
O rio Sagan é um curso de água do sul da Etiópia com carácter sazonal. Nasce nas montanhas a leste do lago Chamo seguindo depois para oeste e para o sul até desaguar no rio Weito nas coordenadas 5° 13′ N, 37° 01′ L. O curso deste rio define parte da fronteira entre a Região das Nações, Nacionalidades e Povos do Sul e a região de Oromia. Como afluentes tem o rio Talpeena.